# إبراهيم سيكاغيا

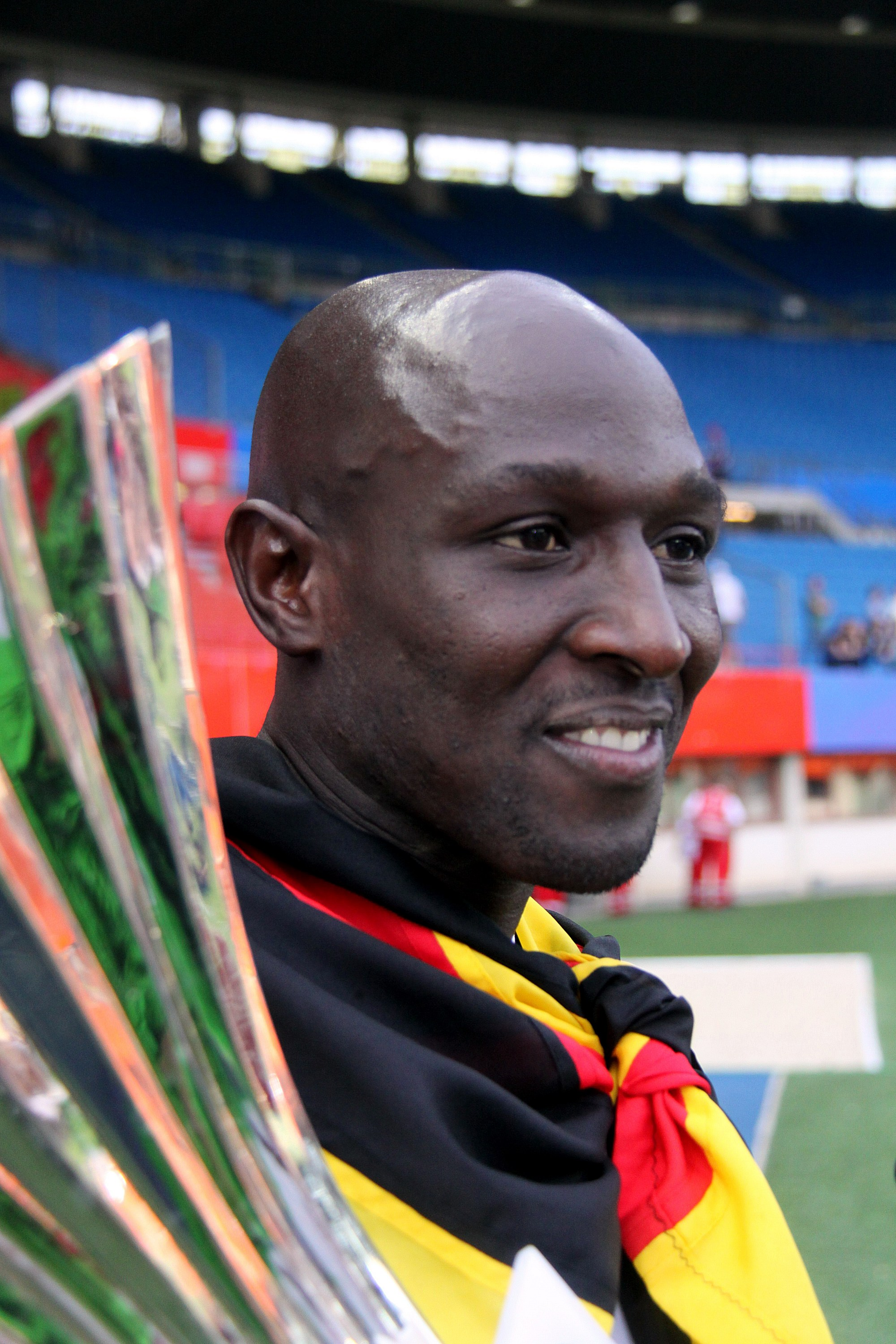

إبراهيم سيكاغيا (بالإنجليزية: Ibrahim Sekagya)‏ (مواليد 19 ديسمبر 1980 في كمبالا) لاعب كرة قدم أوغندي دولي يجيد اللعب في خط الدفاع . يلعب لصالح نادي ريد بول سالزبورغ النمساوي .

## روابط خارجية
- إبراهيم سيكاغيا على موقع الاتحاد الدولي (مؤرشف)  (الإنجليزية)
- إبراهيم سيكاغيا على موقع الدوري الأمريكي (الإنجليزية)
- إبراهيم سيكاغيا على موقع قاعدة بيانات كرة القدم.إي يو (الإنجليزية)
- إبراهيم سيكاغيا على موقع ناشيونال فوتبول تيمز (الإنجليزية)
- إبراهيم سيكاغيا على موقع Soccerway.com (الإنجليزية)
- إبراهيم سيكاغيا على موقع عالم كرة القدم.نت (الإنجليزية)
- إبراهيم سيكاغيا على موقع كووورة